# Bryochoerus liupanensis
Espèce
Bryochoerus liupanensis est une espèce de tardigrades de la famille des Echiniscidae. 

## Distribution
Cette espèce est endémique du Ningxia en Chine.

## Étymologie
Son nom d'espèce, composé de   et du suffixe latin -ensis, « qui vit dans, qui habite », lui a été donné en référence au lieu de sa découverte, les monts Liupan.

## Publication originale
- Xue, Li, Wang, Xian, Chen, 2017 : Bryochoerus liupanensis sp. nov. and Pseudechiniscus chengi. sp. nov. (Tardigrada: Heterotardigrada: Echiniscidae) from China. Zootaxa, no 4291(2), p. 324–334.